# Pieter Geenen
Pieter Geenen (Asten, 1955) is een Nederlandse tekenaar.

## Biografie
Geenen werd geboren in Asten en het gezin verhuisde in 1964 naar Eindhoven. Geenen studeerde aan de kunstacademie te 's-Hertogenbosch. In 1984 ging hij in Amsterdam wonen. Geenen was freelance-illustrator en werkte onder andere voor Vrij Nederland, de VPRO, Algemeen Dagblad en Trouw.
Vanaf 1994 maakte hij strips. Aanvankelijk in opdracht, maar na een tijdje begon Geenen eigen plannen te ontwikkelen en te tekenen. Zo ontstond Het dagboek van Anton Dingeman, een strip over het leven van een gewone man in het Nederland van nu. Het dagboek van Anton Dingeman stond sinds januari 2009 elke dag in de Trouw. Op 30 april 2022 verscheen de strip voor het laatst vanwege de pensionering van Geenen.
Een half jaar later verscheen het boek "Anton Dingeman was hier" met een terugblik op 20 jaar Anton Dingeman.
In 2012 won hij de Inktspotprijs met een strip onder de naam Daredevils! over de onnozele, naïeve burger.